# Gladiators Trier
O Gladiators Trier, também conhecido como Römerstrom Gladiators Trier, é um clube profissional de basquetebol masculino com sede em Colônia, Alemanha que atualmente disputa a ProA, correspondente a segunda divisão germânica. O clube manda seus jogos na Arena Trier com capacidade para 5.900 espectadores.

## Histórico de Temporadas
| Temporada | Nível | Liga       | Pos.     | Resultado         |
| --------- | ----- | ---------- | -------- | ----------------- |
| 2003-04   | 1     | Bundesliga | 7        |                   |
| 2004-05   | 1     | Bundesliga | 11       |                   |
| 2005-06   | 1     | Bundesliga | 9        |                   |
| 2006-07   | 1     | Bundesliga | 16       |                   |
| 2007-08   | 1     | Bundesliga | 17       |                   |
| 2008-09   | 1     | Bundesliga | 11       |                   |
| 2009-10   | 1     | Bundesliga | 15       |                   |
| 2010-11   | 1     | Bundesliga | 10       |                   |
| 2011-12   | 1     | Bundesliga | 14       |                   |
| 2012-13   | 1     | Bundesliga | 12       |                   |
| 2013-14   | 1     | Bundesliga | 13       |                   |
| 2014-15   | 1     | Bundesliga | 17       | Rebaixado         |
| 2015–16   | 2     | ProA       | 6        | Semifinalista     |
| 2016–17   | 2     | ProA       | 6        | Quartas de Finais |
| 2017-18   | 2     | ProA       | 6        | Semifinalista     |
| 2018-19   | 2     | ProA       | 6        | Quartas de finais |
| 2019-20   | 2     | ProA       | COVID 19 | COVID 19          |
| 2020-21   | 2     | ProA       | 9        |                   |
| 2021-22   | 2     | ProA       | 4        | Quartas de Finais |
| 2022-23   | 2     | ProA       | 13       |                   |
| 2023-24   | 2     | ProA       | 1        | Semifinalista     |
| 2024-25   | 2     | ProA       | 2º       | Promovidocampeão  |
| 2025-26   | 1     | BBL        |          |                   |

## Títulos
- Copa da Alemanha: (2)
  - 1998, 2001

## Ligações Externas
- Gladiators Trier no Facebook
- Gladiators Trier no X
- Gladiators Trier no Instagram